# Toxoneuron leve
Toxoneuron leve är en stekelart som först beskrevs av Mao 1949.  Toxoneuron leve ingår i släktet Toxoneuron och familjen bracksteklar. Inga underarter finns listade i Catalogue of Life.